# Journal of Natural Products
Het Journal of Natural Products is een wetenschappelijk tijdschrift met peer review, dat maandelijks wordt uitgegeven door de American Society of Pharmacognosy en de American Chemical Society. De naam wordt gewoonlijk afgekort tot J. Nat. Prod. Het tijdschrift publiceert onderzoek uit de biochemie en dit toegespitst op de ontdekking, isolatie, karakterisatie en synthese van natuurproducten, alsook de farmacologie ervan.
Het tijdschrift werd opgericht in 1938 onder de naam Lloydia, naar de toenmalige uitgever Lloyd Library and Museum. In 1979 werd de titel van het tijdschrift gewijzigd. In 2017 bedroeg de impactfactor van het tijdschrift 3,885.